# Haldau
Haldau ist ein Teilort der Gemeinde Tannheim im Landkreis Biberach in Oberschwaben.

## Beschreibung

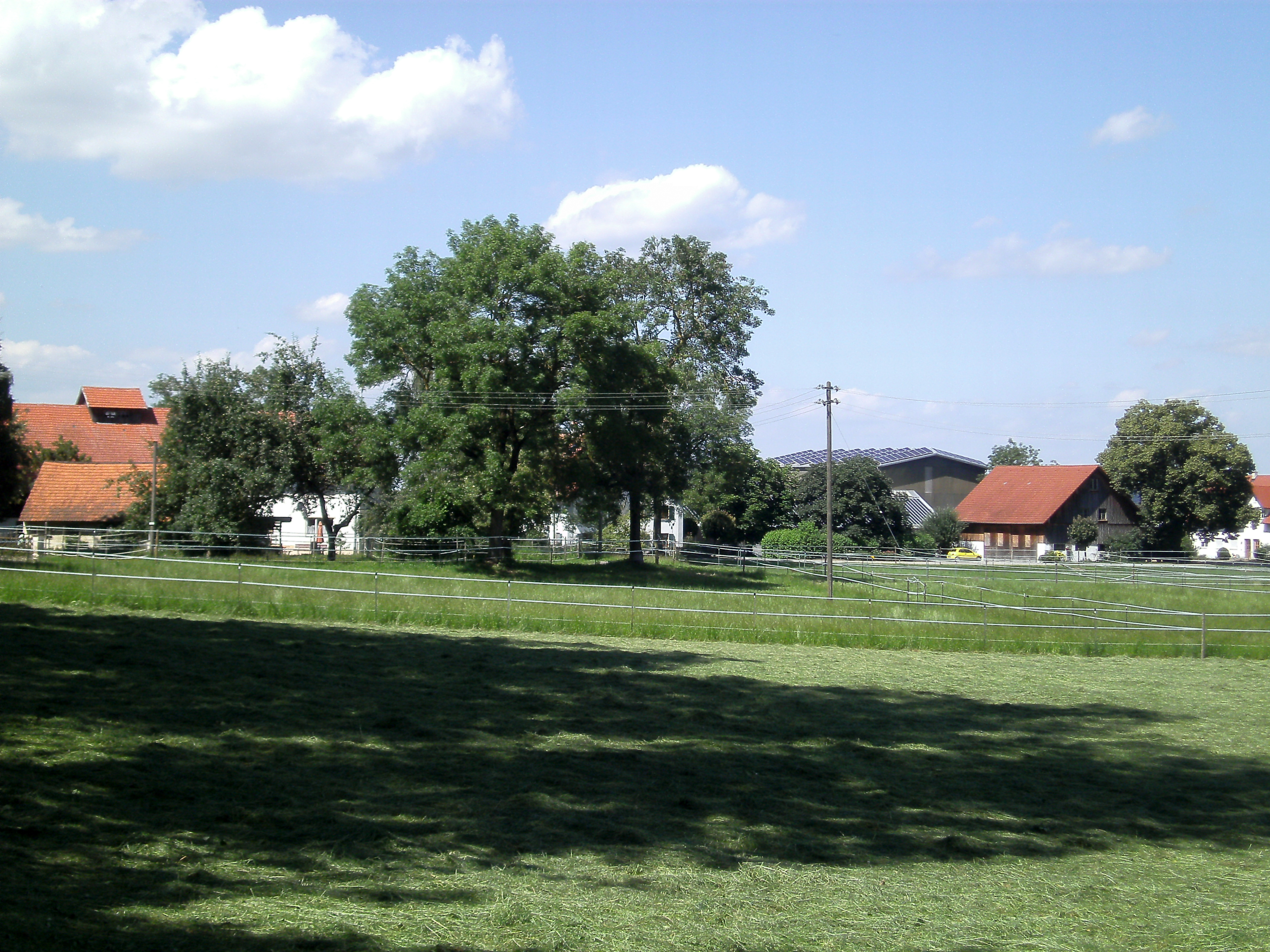
Haldau 2011

Haldau liegt ungefähr zwei Kilometer nördlich des Ortszentrums von Tannheim an der Landstraße 260 von Tannheim nach Illerbachen, einem Teilort von Berkheim. Auf der Gemarkung des Ortes befindet sich keine Kapelle, sondern mit der Baumreihe vom Haldenhof das einzige Naturdenkmal von Tannheim. Der Ort liegt nordöstlich unterhalb der Keltenschanze.

### Naturdenkmal
- Baumreihe vom Haldenhof

### Wirtschaft
Im Ort befindet sich ein konventioneller landwirtschaftlicher Betrieb mit Schweinezucht sowie eine Reitsportanlage mit Pensionspferdehaltung und Näherei.